# 동천강
동천(東川)은 경상북도 경주시 외동읍 활성리에서 발원하여 경주시와 울산시를 관류하여 태화강으로 합류하는 지방하천이다. 공식적으로는 지방하천 '동천'이나 '동천강'이라는 이름으로 불리고 있다. 이 하천은 북북서-남남동 주향의 울산 단층을 따라 발달하고 있다.

## 지류
- 연안천
- 입실천
- 매곡천
- 약사천
- 시례천

## 교량
- 내황교
- 동천교
- 외솔교
- 진장교
- 병영교
- 삼일교 - 국도 제7호선 (북부순환도로)
- 신답교 - 신답로
- 천곡2교
- 천곡교
- 재천교
- 우박대교 - 국도 제14호선 (관문로)
- 동천교
- 문산교
- 동천교 - 新 국도 제7호선 (외현로)
- 구어교
- 입실철교 - 한국철도공사 동해선 이설 (현재 공사중)
- 입실3교
- 냉천교 - 지방도 제914호선 (내외로)
- 냉천3교
- 세원교
- 괘릉교 - 舊 국도 제7호선 (산업로)